# Макриамос
Макриамос (на гръцки: Μακρυάμμος) е село в Гърция, дем Тасос, административна област Източна Македония и Тракия.
Възрожденската православна църква „Свети Архангел Михаил“ е построена на склон с голям наклон извън застроената зона на курорта Макриамос, югоизточно от град Тасос.

## География
Селището е разположено в североизточната част на острова, на около 1,5 km от град Тасос. Днес Макриамос е известен курорт с прилежащия му едноименен плаж.

## История
Селището за пръв път се появява в гръцките преброявания в 1971 година с 9 жители.
| Година    | 1913 | 1920 | 1928 | 1940 | 1951 | 1961 | 1971 | 1981 | 1991 | 2001 | 2011 | 2021 |
| --------- | ---- | ---- | ---- | ---- | ---- | ---- | ---- | ---- | ---- | ---- | ---- | ---- |
| Население |      |      |      |      |      |      | 9    | 5    | 4    | 3    | 2    | 13   |